# G8-Gipfel in Évian-les-Bains 2003
Der G8-Gipfel in Évian-les-Bains, Frankreich 2003 war das 29. Gipfeltreffen der Regierungschefs der Gruppe der Acht. Das Treffen fand unter dem Vorsitz des französischen Präsidenten Jacques Chirac vom 1. bis 3. Juni 2003 statt.

## Teilnehmer

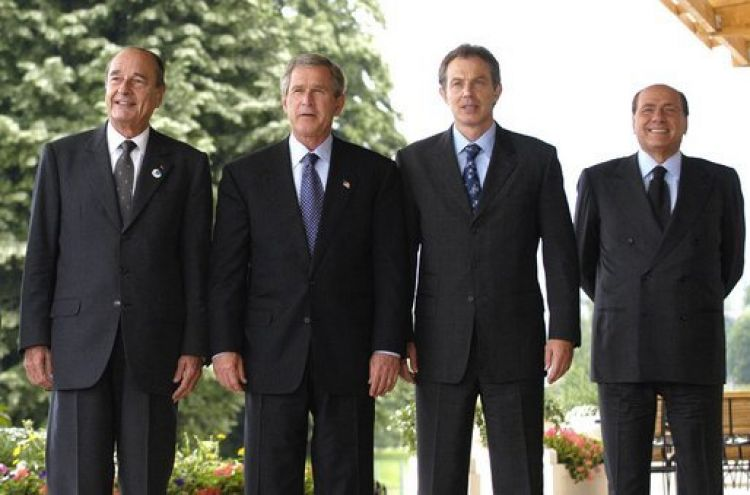
Jacques Chirac, George W. Bush, Tony Blair und Silvio Berlusconi während des G8-Gipfels

### Staats- bzw. Regierungschefs der G7 und Vertreter der Europäischen Union
| Deutschland                    | Gerhard Schröder  |
| Frankreich                     | Jacques Chirac    |
| Italien                        | Silvio Berlusconi |
| Japan                          | Junichiro Koizumi |
| Kanada                         | Jean Chrétien     |
| Vereinigte Staaten von Amerika | George W. Bush    |
| Vereinigtes Königreich         | Tony Blair        |
| Europäische Union              | Romano Prodi      |
| Russische Föderation           | Wladimir Putin    |

### Eingeladene Staats- bzw. Regierungschefs
- Algerien
- Brasilien
- China
- Ägypten
- Griechenland
- Indien
- Malaysia
- Mexiko
- Nigeria
- Saudi-Arabien
- Senegal
- Südafrika
- Schweiz

### Eingeladene internationale Organisationen
- Vereinte Nationen
- Weltbank
- Internationaler Währungsfonds
- Welthandelsorganisation[1]

## Agenda

### Stärkung des Wachstums weltweit
Zur Stärkung des weltweiten Wachstums sprachen sich die Teilnehmer für eine solide makroökonomische Politik, eine Liberalisierung des Welthandels und die Bekämpfung der Korruption aus.
In der Abschlusserklärung betonten die Gipfelteilnehmer, dass „wesentlich Abwärtsrisiken“ für die Weltwirtschaft abgenommen hätten und die Voraussetzungen für einen Wirtschaftsaufschwung gegeben seien. Die G8-Länder erklärten, dass sie sich weiterhin um eine Förderung des Wachstums ihrer Volkswirtschaften bemühen würden. Diskutiert wurden in diesem Zusammenhang auch Strukturreformen an den Kapital-, Arbeits- und Produktmärkten.
Bundeskanzler Schröder äußerte seine Erwartung, dass sich die wirtschaftliche Lage Deutschland in der zweiten Jahreshälfte beleben werde. Im Zusammenhang mit der Schwäche seiner Landeswährung kündigte US-Präsident Bush an, sein Land werde am Ziel eines starken Dollars festhalten. Die Äußerung wurde mit Skepsis aufgenommen.
Die Regierungschefs der G8-Staaten vereinbarten, Finanzkrisen künftig durch vermehrte Transparenz vorbeugen zu wollen.

### Stärkung nachhaltiger Entwicklung
Die Themen zur nachhaltigen Entwicklung umfassten Afrika, Hunger, Wasser, Gesundheit, Entwicklungsfinanzierung, Entschuldung, Wissenschaft und Technologie für nachhaltige Entwicklung, Meeresumwelt und Tankschiffsicherheit und nukleare Sicherheit. Die Staats- und Regierungschefs bestätigten, dass sie weiterhin an der Hilfepolitik für Afrika und der Entschuldungsinitiative für die ärmsten Länder der Erde (HIPC) festhalten würden. Die G8 verständigten sich zudem über eine weitere Verbesserung des Bildungs- und Gesundheitswesens in Afrika.

### Verbesserung der Sicherheitslage
Zur Verbesserung der Sicherheitslage unterzeichneten die Teilnehmer eine gemeinsame Erklärung zu Massenvernichtungswaffen, um die unkontrollierte Verbreitung von atomaren, biologischen oder chemischen Waffen zu verhindern. Weiter ging es um Bekämpfung von Terrorismus, eine bessere Kontrolle von tragbaren Flugabwehrraketen und eine globale Partnerschaft bei der Abrüstung atomarer Waffen.

### Regionale Fragen
Bei dem 29. Gipfeltreffen standen der Krieg im Irak, das Atomprogramm und humanitäre Probleme in Nordkorea, Kampf gegen Drogen in Afghanistan und Menschenrechtsverletzungen in Simbabwe auf der Tagesordnung.
Als Ziel künftiger Irak-Politik erklärten die G8-Staaten, dass der Irak ein „eigenständiger, stabiler und demokratischer“ Staat werde. Diskutiert wurden auch der Konflikt zwischen Israel und den Palästinensern, sowie die Lage in Algerien und im Iran.

### Proteste

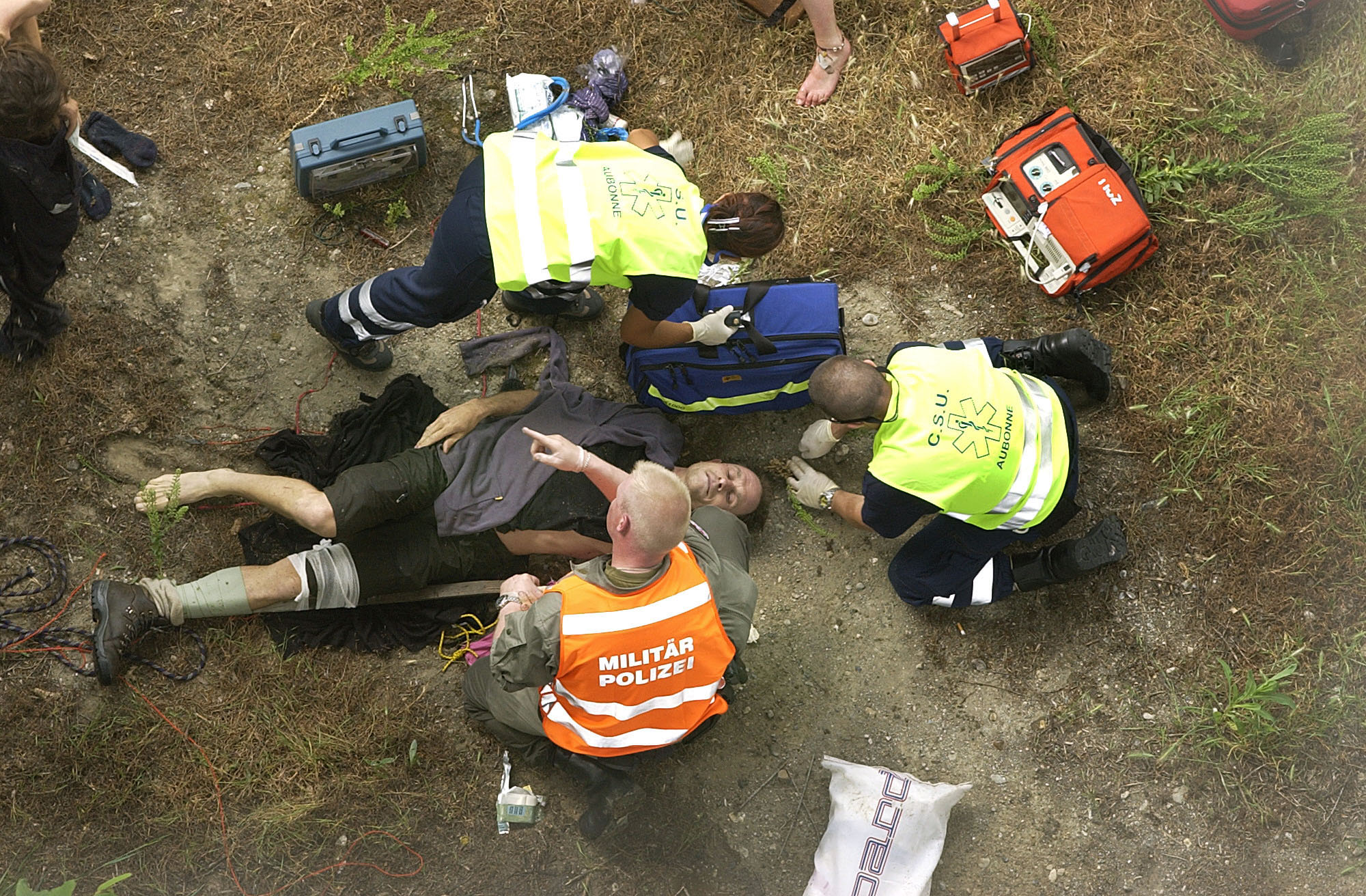
Shaw nach seinem Sturz

Zur Absicherung des Gipfels waren 000 Soldaten in der Schweiz im Einsatz. 20.000 Sicherheitskräfte wurden in Frankreich eingesetzt, 10.000 in der Schweiz. Auch 1050 deutsche Beamte waren in der Schweiz im Einsatz.
Während des Gipfels kam es zu Protesten in Genf, Lausanne und im französischen Annemasse mit Tausenden von Teilnehmern. Dabei kam es in allen drei Städten zu Ausschreitungen.
In Lausanne griffen Demonstranten ein Hotel, in dem Gipfelteilnehmer nächtigten, an und plünderten eine Tankstelle und einen Supermarkt. Die Polizei setzte Tränengas und Gummigeschosse ein. Martin Shaw wurde bei einer Verkehrsblockade schwer verletzt, als ein Polizist das Seil durchschnitt, das Shaw und Gesine Wenzel für eine Blockade der Aubonne-Brücke bei Morges verwendeten. Beide wurden wegen Behinderung des öffentlichen Verkehrs verurteilt.
In Annemasse hielten Polizisten mit Tränengas Demonstrierende davon ab, den Sicherheitskorridor nach Evian zu durchbrechen. 20–30 Polizisten stürmten in Genf vermummt und zivil das Kulturzentrum Usine, das Indymedia-Zentrum und das Geneva03 Radio/TV-Studio. Dort hielten sie die Menschen etwa zwei Stunden fest, um sie danach in Gewahrsam zu nehmen. Während des Gipfels in der Schweiz waren auch deutsche Polizisten im Einsatz. Bei den Protesten wurde der Journalist Guy Smallman durch eine Schockgranate der Polizei am linken Bein schwer verletzt.